# ترقش

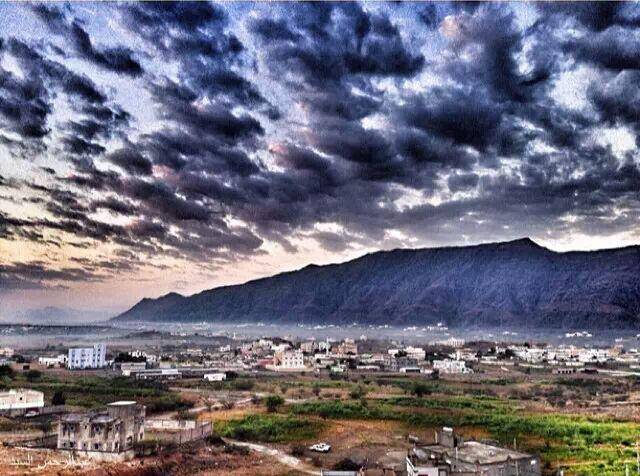
قرية ترقش

ترقش: بلدة سعودية عامرة، أكبر قرى آل دريب تقع على طريق محايل - بارق وبينهما، تتبع إداريّاً لمحافظة محايل، وعلى بعد 15 كم منها،  في ناحية الريش. بلغ تعداد سكّان البلدة منفردة 1685 نسمة حسب التعداد السكّاني لعام 2010.
تشتهر المنطقة بزراعة الحبوب، ويوجد بها عدة شعاب وأودية، أشهرها:  وادي السهمين بعين آل دريب، وادي المصبح ووادي الريش. ويتبعها قرى، أشهرها: العين، المصبح، الروحاء والمرابيع،.
حاضرة منطقة آل دريب ومركزها التجاري الرئيس، بها مدارس بكافة المراحل التعليمية للبنين والبنات، ومركز رعاية أولية تخدم القرى المجاورة، أما عن أهميتها الجغرافية فهي نقطة التقاء الطريق الدولي الرابط بين مكة - محايل، وبين الطريق المؤدي للريش ومركز تهامة بلسمر وبلحمر. وتعتبر من أهم البلدات التابعة لمحافظة محايل شمالا، وهي الحد الفاصل بينها وبين محافظة بارق.